# Silas Strand
Silas Strand ist ein schwedischer Kinderdarsteller.

## Leben und Karriere
Sein Debüt gab er 2019 in der Fernsehserie Trex. Anschließend spielte er 2022 in der Serie Lust mit. Von 2022 bis 2023 wurde er für die Serie Alla vi Karlssons gecastet. Unter anderem bekam Strand in dem Film Håkan Bråkan die Hauptrolle. Seine nächste Hauptrolle bekam er 2024 in Håkan Bråkan 2.

## Filmografie
- 2019–2021: Trex (Fernsehserie)
- 2022: Lust (Fernsehserie)
- 2022–2023: Alla vi Karlssons (Fernsehserie)
- 2022: Håkan Bråkan
- 2024: Håkan Bråkan 2